# Clair Kuhn
Clair Tomé Kuhn (Espumoso, 14 de janeiro de 1970) é um político e empresário brasileiro. De origem alemã, filho de produtores rurais, foi vereador e prefeito de Quinze de Novembro e, depois, deputado estadual. Atualmente, é secretário de agricultura do Rio Grande do Sul.
Nasceu em São José, interior de Espumoso, atual município de Alto Alegre, mudando-se com a família para o interior de Ibirubá ainda nos primeiros meses de vida. Quando adolescente, mudou-se para Quinze de Novembro, onde participou do movimento de emancipação do município.
Formado em Educação Física, possui MBA em Gestão Pública. Com 22 anos, foi eleito vereador, reelegendo-se duas vezes. Foi presidente da Câmara e secretário de Administração. Mais tarde, foi vice-prefeito e prefeito reeleito, período em que assumiu a presidência da Associação dos Municípios do Alto Jacuí (Amaja) e vice-presidente da Famurs. Entre 2015 e 2018, foi presidente da Emater/RS. De 2019 a 2020, trabalhou no Ministério da Cidadania, tendo sido diretor nas Secretarias Especial do Esporte e do Desenvolvimento Social.
Em 2021, foi empossado como deputado estadual. Kuhn havia concorrido em 2018, fazendo 22.759 votos e ficando como suplente do partido. Ficou na assembleia durante um ano e 20 dias. Tornou-se secretário de Agricultura, Pecuária, Produção Sustentável e Irrigação do Rio Grande do Sul em junho de 2024, secretaria onde atuava como diretor-geral adjunto.